# مشروع إسنجلاس
مشروع إسنجلاس كان الاسم السري لطائرتي استطلاع مصنفتين مزودتين بطاقم عمل، تمت دراستهما من قبل وكالة الاستخبارات المركزية  كبديلين محتملين للوكهيد أ -12 وس ر-71 في منتصف الستينات. اُعتبر الاقتراح الأول المسمى إسنجلاس، طائرة تحلق على المرتفعات العالية بسرعة 4ماخ- 5ماخ (4,900-6125 كم/ساعة؛ 3045-3806 ميل/ساعة)، تطورًا غير كافٍ على الطائرات الموجودة حاليًا. أما الاقتراح الثاني فهم تصميم أكثر تقدمًا بكثير يشار إليه أحيانا بمشروع رينبيري وكان يُطلق من الجو، بسرعة 20ماخ  (24500 كم / ساعة؛ 15220 ميل في الساعة) الطائرات التي تعمل بالطاقة الصاروخية الانشطارية التي كانت ستستخدم مسارًا مرتفعًا جدًا لتجنب الدفاعات. اُعتبرت هذه الطائرة مكلفة للغاية وتم التخلي عن المشروع عام 1967.

## البداية
طُور مشروع إسنجلاس نتيجةً لضعف طائرات الاستطلاع الموجودة للدفاعات الجوية للاتحاد السوفيتي في أوائل الستينات مثل لوكهيد U-2 واللوكهيد A-12، بتحفيز من قصف مايو 1960 لقوات فرانسيس جراي. بالرغم من وجود خطط مضادة للتحليق فوق الاتحاد السوفيتي بالـ أ-12 التي تدعى من قبل وكالة الاستخبارات المركزية بمشروع أُكسكارت إلا أنها فشلت في العبور، وبدأت وكالة الاستخبارات المركزية في التخطيط لطائرة ذات أداء أقوى كي تحل محل أكسكارت.

## اقتراح الكونفيير
تم تطوير الطائرة الأولية المقترحة تحت اسم مشروع إسنجلاس بواسطة قسم الكونفيير التابع لشركة جنيرال دينامكس، وتم تطويرها من خلال العمل المنجز في برامج سوبر هاستلر وفيش وكينجفيش، بالإضافة إلى الاستفادة من العمل المنجز في القاذفة التكتيكية ف-111. استخدم تصميم الكونفيير أنظمة إلكترونية وهيدروليكية تم تطويرها كي تُستخدم بواسطة ف-111، وكان الغرض منها أن تكون قادرة على الإبحار بسرعة تتراوح من 4 ماخ إلى 5 ماخ، على ارتفاع 98000 قدم (30 كم). تم الانتهاء من دراسة الجدوى التي أجرتها شركة جنيرال دينامكس في خريف عام 1964؛ كانت الطائرة مصممة على أن تكون مكلفة للغاية وكانت لا تزال تُعتبر عرضة للخطر أمام قدرات الدفاع الجوي السوفيتي المتوقعة، لذلك تم إيقاف المشروع.

## اقتراح الماكدونيل

### التصميم والتطوير
يعتبر عادةً التصميم البديل الذي أنجزته شركة طائرة ماكدونيل عام 1965 جزءا من مشروع إسنجلاس، ولكن بعض الوثائق تشير إلى أن الطائرة كانت تحمل اسم مشروع رينبيري. تضمنت طائرة ماكدونيل المقترحة ذات الانزلاق، والمقدمة إلى وكالة الاستخبارات المركزية بشكل مستقل عن اقتراحات الكونفير التابع لمشروع إسنجلاس، طائرة صغيرة مميزة مزودة بأفراد طاقم تعمل بالطاقة الصاروخية، ذات نسبة رفع إلى سحب عالية يتم إطلاقها جوًا بواسطة قاذفة من طراز B- 52 أثناء تحليقها فوق المحيط الأطلسي. ستُشعل الطائرة محركها الصاروخي وتعتمد مسارًا من يأخذها إلى الاتحاد السوفيتي بسرعة 20ماخ، وعلى ارتفاع يزيد عن 200000 قدم (61 كم)، قبل الهبوط فوق المحيط الهادي في مهبط في بحيرة جروم بولاية نيفادا، كطائرة شراعية، تهبط على قاع البحيرة باستخدام معدات هبوط انزلاقية.
تم اعتبار فكرة إسنجلاس\رينبيري متفوقة على أقمار التجسس بعدة طرق، بما في ذلك الدوران السريع والقدرة على الاستجابة السريعة. نظرًا لضآلة التمويل من ميزانية وكالة الاستخبارات المركزية، طورت شركة ماكدونيل الطائرة باستخدام أموالها الخاصة، على الرغم من أن الدعم الفني الذي تم الحصول عليه من أكسكارت تم توفيره من قبل وكالة الاستخبارات المركزية.
يظل شكل مقترح ماكدونيل إيسينجلاس / راينبيري مصنفًا، على الرغم من أنه وُصف على أنه يشبه مكوك الفضاء، وإن كان أقل في الحجم. تم إنشاء نموذج 1/3 مستعرض من الطائرة لتوضيح المبادئ المستخدمة في بنائها.
أظهرت عمليات المحاكاة أن الطائرة لا يمكن إيقافها أساسًا عن طريق الدفاعات الجوية الحالية أو المتوقعة؛ حتى الصواريخ الأرضية الجوية المسلحة برءوس حربية نووية لا يمكنها أن تزيد على إجبار الطائرة على تغيير مسارها لتجنب الآثار الجانبية للانفجارات.

### الإلغاء
بعد أربعة عشر شهرًا من العمل، طورت ماكدونيل الطائرة لدرجة أنه تم تقديم اقتراحات جادة من أجل بنائها. ومع ذلك، لم يكن لدى وكالة الاستخبارات المركزية الأمريكية ولا مكتب الاستطلاع الوطني متطلب رسمي لمثل هذه الطائرة؛ بالإضافة إلى ذلك، كانت التكلفة المتوقعة للطائرة فلكية، حيث كان من المتوقع أن تبلغ تكلفة ثماني طائرات 2.6 مليار دولار بقيمة الدولار لعام 1965 (معدل التضخم 20.67 مليار دولار في عام 2019)، ويعتبر هذا المبلغ مرتفعًا للغاية بالنسبة للميزانية المتاحة. بالإضافة إلى ذلك، كانت هناك مخاوف من احتمالية أن يُحسب مسار الطائرة على أنه صاروخ قذائفي قادم.
عندما فشلت وكالة الاستخبارات المركزية في الحصول على موافقة لتمويل المشروع، سعت ماكدونيل إلى الحصول عليه من القوات الجوية الأمريكية، ولكن أظهرت القوات الجوية عدم اهتمامها في تبني مشروع وكالة الاستخبارات المركزية بالرغم من دعم الجنيرال برنارد شريفير رئيس قيادة أنظمة القوات الجوية. ولذلك تم إيقاف مشروع إسنجلاس في أواخر عام 1968، مع مجهود ضئيل لإعادة إحيائه عام 1968والذي باء بالفشل.

## تطوير المحرك
بالرغم من أن تطوير طائرة إسنجلاس/رينبيري أُدير بواسطة أموال شركة ماكدونيل نفسها، قام معمل دفع صاروخ القوات الجوية التابع للقوات الجوية الأمريكية بالفعل بتمويل تطوير المحرك المنشود للطائرة، برات وويتني إكس ل ر-129 الذي كان يفترض أن يكون محرك صاروخي يمكن إعادة استخدامه. استمر تطوير المحرك حتى بعد إلغاء مشروع إسنجلاس كي يستمد طاقته بالهيدروجين السائل والأكسجين السائل لإنتاج 250000 رطل (1100كيلونيوتن)عند الخانق الكامل، وأُخذ في الاعتبار استخدامه بواسطة مكوك الفضاء، لكنه أُلغي في أوائل 1970.